# Hirschholms slott

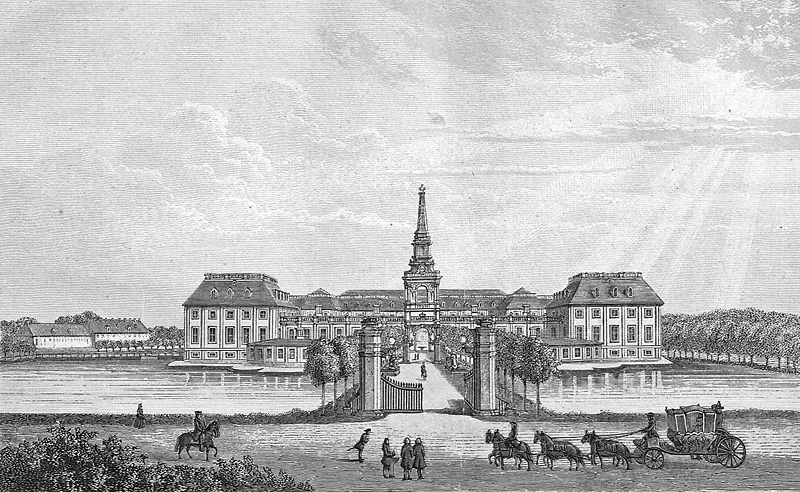
Hirschholm
Stick från Traps Kongeriget Danmark, 1872

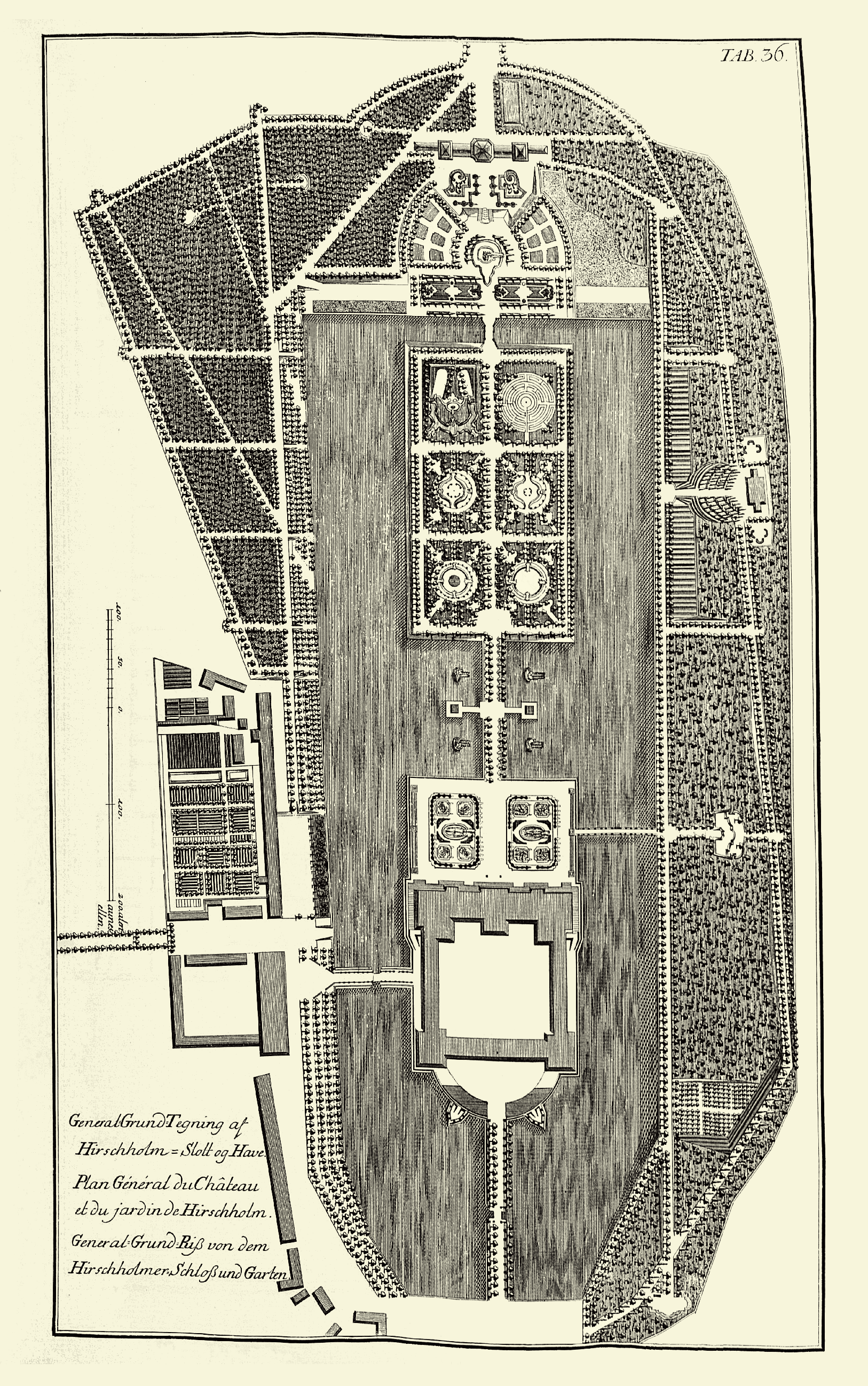
Hirschholms slott

Hirschholms slott var ett danskt kungligt slott i Hørsholm, strax norr om Köpenhamn.
Hirschholms slott var ett barockslott efter ritningar av Laurids de Thurah, som drottning Sofia Magdalena 1737–1744 med stora kostnader hade uppfört i ett träsk, och där hon och hennes gemål Kristian VI ofta residerade. Han dog där 1746. Även på Caroline Mathildes och Johann Friedrich Struensees tid 1770–1771 vistades hovet ofta på Hirschholm, och hennes - i själva verket deras - dotter Lovisa Augusta föddes där 1771. Dit tågade den 10 september samma år) de missnöjda norska matroserna och fordrade sin innestående lön. Efter Struensees fall övergavs slottet och fick sedan förfalla. Åren 1810–1812 raserades huvudbyggnaden på grund av bristfällighet och 1823 uppfördes Hørsholms kyrka på dess plats.